# Marcel Stutter
Marcel Stutter (Kamen, 6 maart 1988) is een Duits voetballer die als middenvelder speelt.

## Loopbaan
Stutter speelde in de A-jeugd bij Rot Weiss Ahlen op het hoogste niveau. Na in het tweede team in de Oberliga Westfalen gespeeld te hebben, maakte hij in 2008 de overstap naar FC Gütersloh 2000 in de NRW-Liga. Hierna ging hij op lager niveau (bezirksliga) spelen bij VfL Kamen uit zijn geboorteplaats. In het seizoen 2011/12 maakte hij voor SV Holzwickede 16 doelpunten in de Westfalenliga (zevende niveau). In de zomer van 2012 was hij op proef bij Arminia Bielefeld en trainde hij in de footbonaut (test-simulator) van Borussia Dortmund. Na een stage van twee weken tekende hij een contract tot medio 2013 bij N.E.C.. Hiervoor werd hij een jaar vrijgesteld door zijn werkgever, een drogisterijketen.
Op 12 augustus 2012 maakte hij zijn debuut in de Eredivisie als invaller voor Geert Arend Roorda tijdens een uitwedstrijd tegen sc Heerenveen. Stutter werd een vaste invaller. De club lichtte in 2013 de optie op nog een seizoen. In november 2013 brak hij zijn kuitbeen. Met N.E.C. degradeerde hij in 2014 waarna zijn contract afliep.
Stutter liep stage bij Energie Cottbus maar vond geen nieuwe club. In oktober 2014 werd bekend dat hij ging zaalvoetballen bij CF Deportivo Unna. Daarnaast trainde hij mee bij SV Westfalia Rhynern. Sinds half november 2014 speelt hij in de Regionalliga Nord voor BSV Schwarz-Weiß Rehden. In 2016 ging hij naar VfL Wolfsburg II dat eveneens uitkomt in de Regionalliga Nord. In 2019 won hij met Wolfsburg II de Regionalliga Nord. In 2020 ging Stutter naar Dynamo Berlin dat in de Regionalliga Nord speelt. Met zijn club won hij in 2021 de Berliner Landespokal en in 2022 de Regionalliga Nordost. Medio 2022 ging Stutter voor TuS Sachsenhausen in de Brandenburgliga spelen.